# Gerstlauer
Gerstlauer Amusement Rides GmbH – założone w 1981 roku przez Huberta Gerstlauera przedsiębiorstwo zajmujące się projektowaniem i budową kolejek górskich oraz innych urządzeń rozrywkowych z siedzibą w Münsterhausen w Niemczech.

## Historia
Firmę, jeszcze pod nazwą Gerstlauer Elektro GmbH, założył w 1981 roku były pracownik firmy Schwarzkopf, Hubert Gerstlauer. Przedsiębiorstwo zajmowało się wówczas produkcją podzespołów elektrycznych, także dla urządzeń rozrywkowych, m.in. produkowanych przez inną niemiecką firmę – Zierer. W 1989 firma Gerstlauer odpowiedzialna była za produkcję podzespołów dla kolejki Olympia Looping. Następnie dostarczała wagonów dla kolejek budowanych przez firmę Maurer Söhne.
W 1998 roku firma zrealizowała swoją pierwszą samodzielnie zaprojektowaną kolejkę górską – G’sente Sau.
W 2003 firma zrealizowała pierwszy egzemplarz modelu Euro-Fighter charakteryzujący się bardzo stromym pierwszym spadkiem o kącie 97° – kolejkę Vild-Svinet w parku BonBon-Land w Danii.
W 2007 roku przedsiębiorstwo zmieniło nazwę na Gerstlauer Amusement Rides GmbH.
W 2011 roku otwarta została kolejka Takabisha w parku Fuji-Q Highland w Japonii o rekordowym kącie spadku wynoszącym 112°.
W 2013 roku otwarta został pierwszy egzemplarz modelu Infinity Coaster o rekordowej liczbie inwersji (14) – kolejka The Smiler w parku Alton Towers w Wielkiej Brytanii.
W dniu 2 czerwca 2015 roku na kolejce The Smiler doszło do wypadku, w wyniku którego dwie osoby straciły nogę. Za przyczynę wypadku uznano błąd operatora kolejki, który dopuścił do obecności dwóch pociągów na jednej sekcji toru.
24 czerwca 2019 roku otwarta została kolejka Fury w parku Bobbejaanland w Belgii – pierwszy roller coaster pozwalający pasażerom wybrać kierunek jazdy (przodem lub tyłem) drogą głosowania. W zależności od wyboru pasażerów, obrotowy element toru ustawia pociąg kolejki we właściwym kierunku na segmencie startowym (jest to kolejka typu launched coaster).

## Oferta
W ofercie firmy Gerstlauer znajdują się następujące modele kolejek górskich:
| #  | Nazwa                     | Rodzaj      | Pierwsza instalacja       | Pierwsza instalacja | Pierwsza instalacja     | Pierwsza instalacja | Liczba instalacji |
| -- | ------------------------- | ----------- | ------------------------- | ------------------- | ----------------------- | ------------------- | ----------------- |
| 1  | Kiddy Racer               | rodzinne    | Achterbahn                | Niemcy              | Tierpark Essehof        | 2014                | 11                |
| 2  | Junior Coaster            | rodzinne    | Drachenjagd               | Niemcy              | Legoland Deutschland    | 2003                | 4                 |
| 3  | Family Coaster            | rodzinne    | Oachkatzl                 | Niemcy              | Märchenwald im Isartal  | 1999                | 15                |
| 4  | Shuttle Family Coaster    | rodzinne    | Gipfelstürmer             | Niemcy              | Freizeitpark Ruhpolding | 2011                | 5                 |
| 5  | Bobsled Coaster           | rodzinne    | G’sente Sau               | Niemcy              | Erlebnispark Tripsdrill | 1998                | 16                |
| 6  | Bob Coaster               | rodzinne    | Kampala Express           | Dania               | Knuthenborg Safaripark  | 2017                | 4                 |
| 7  | Family Suspended Coaster  | rodzinne    | Space Factory             | Japonia             | Yomiuriland             | 2021                | 1                 |
| 8  | Spinning Coaster          | ekstremalne | Fairly Odd Coaster        | Stany Zjednoczone   | Niceklodeon Universe    | 2004                | 18                |
| 9  | Launch Coaster            | ekstremalne | Lynet                     | Dania               | Fårup Sommerland        | 2008                | 2                 |
| 10 | Euro-Fighter              | ekstremalne | Vild-Svinet               | Dania               | BonBon-Land             | 2003                | 28                |
| 11 | Infinity Coaster          | ekstremalne | The Smiler                | Wielka Brytania     | Alton Towers            | 2013                | 12                |
| 12 | Infinity Inverted Coaster | ekstremalne | Storm - The Dragon Legend | Norwegia            | TusenFryd               | 2023                | 2                 |

## Zaprojektowane kolejki górskie

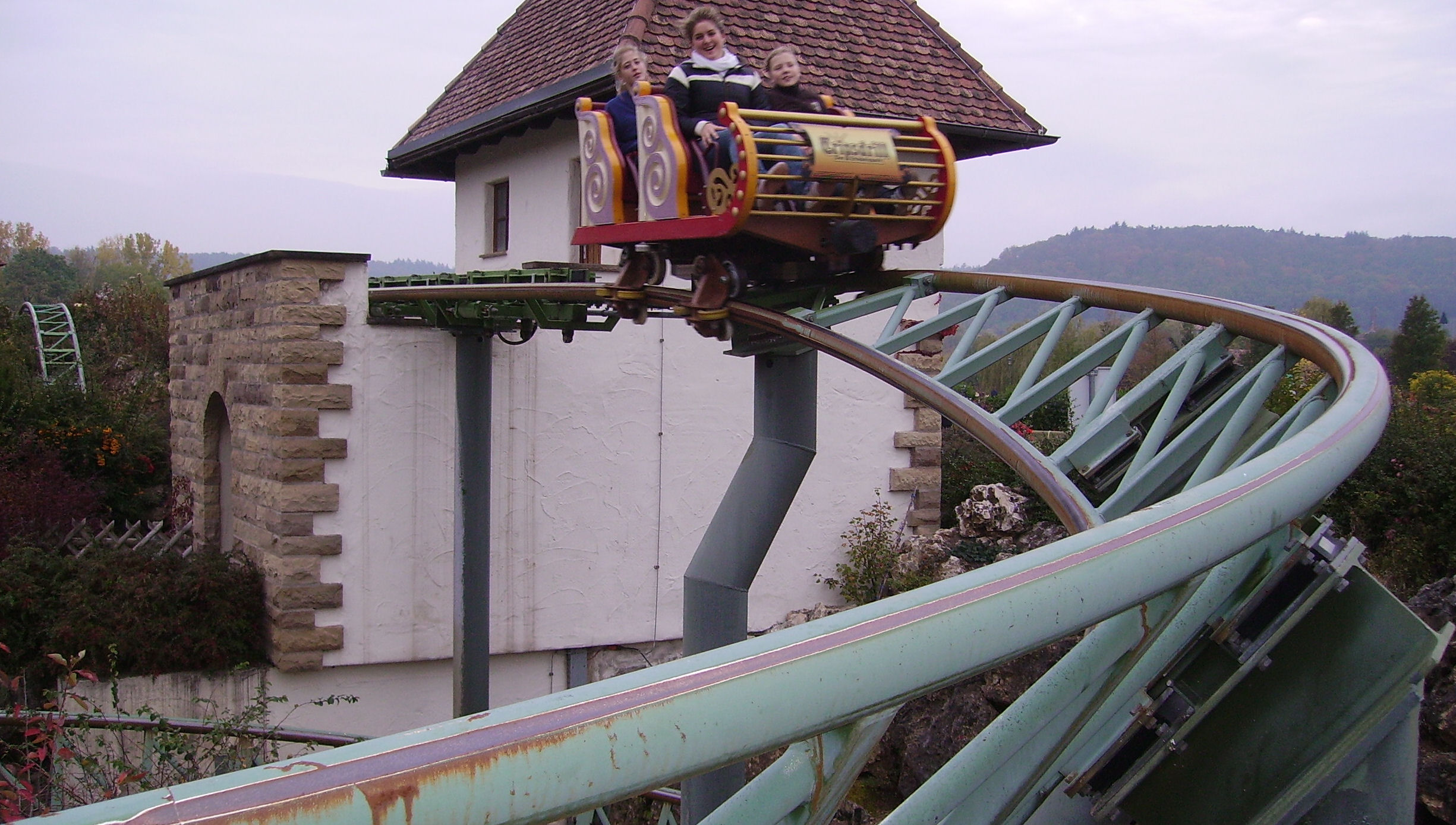
G'Sente Sau - model Bobsled Coaster

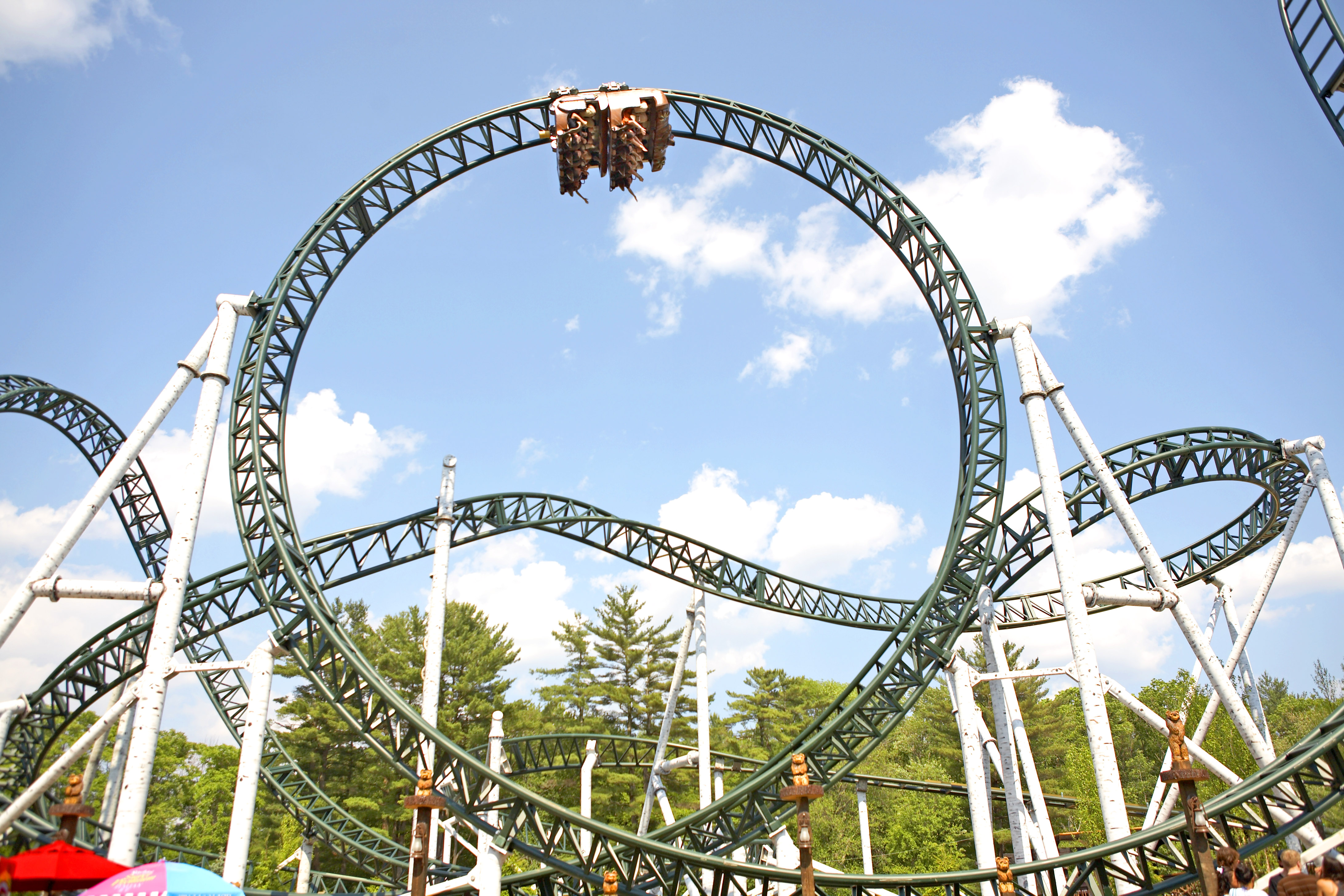
Untamed - model Euro-Fighter 320+

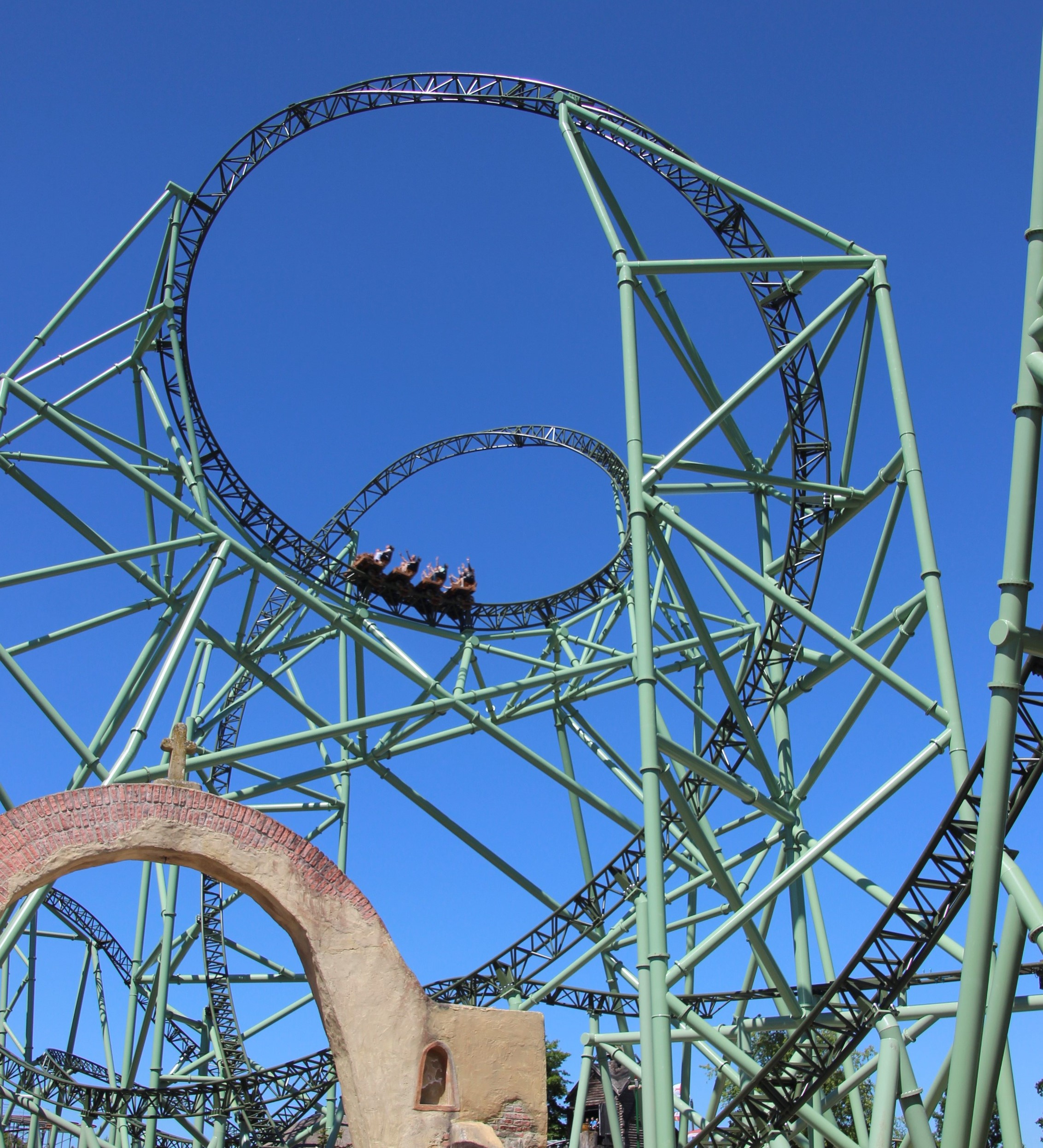
Der Schwur de Kärnan - model Infinity Coaster

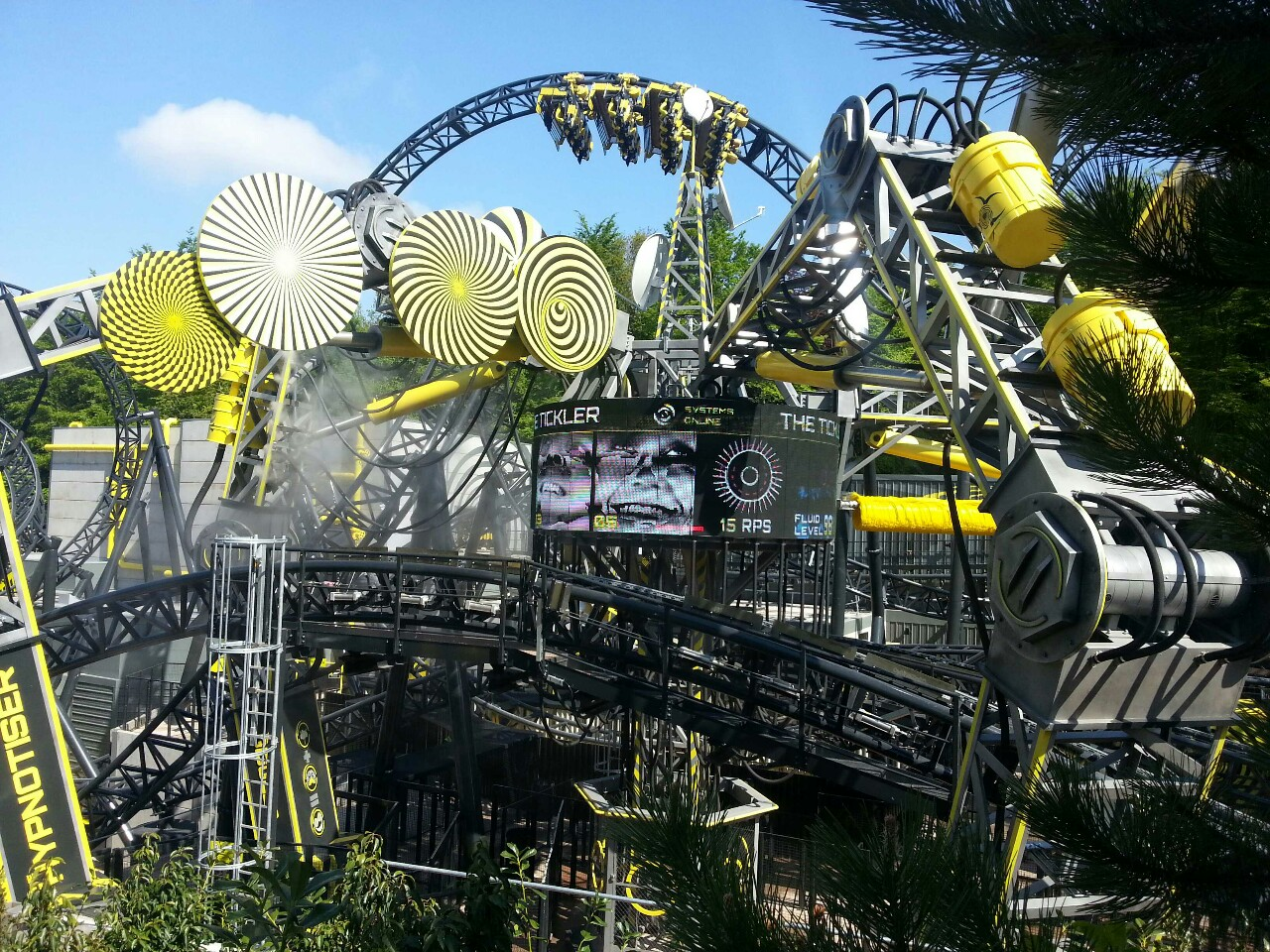
The Smiler – model Infinity Coaster

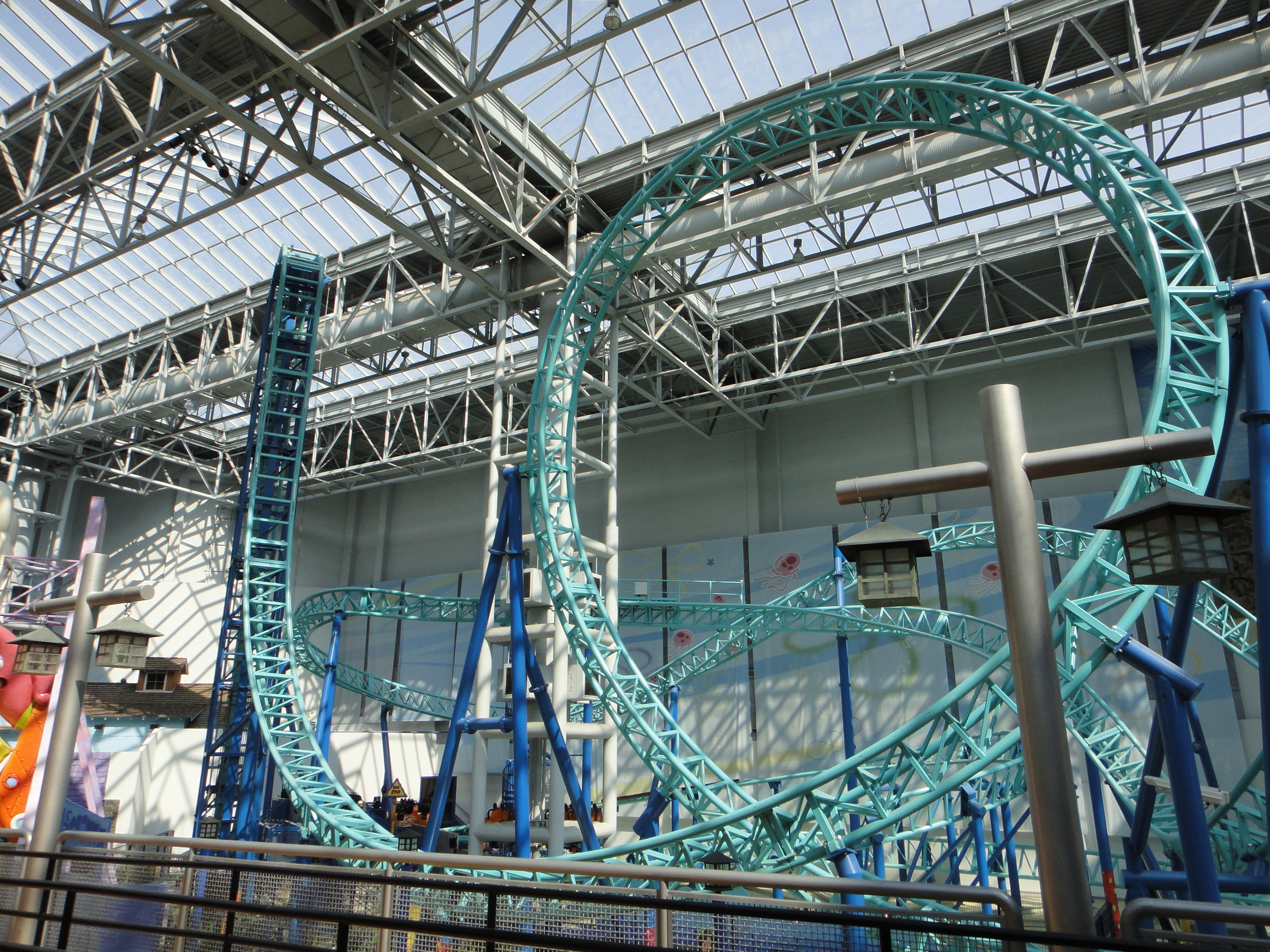
SpongeBob SquarePants Rock Bottom Plunge - zabudowany model Euro-Fighter.

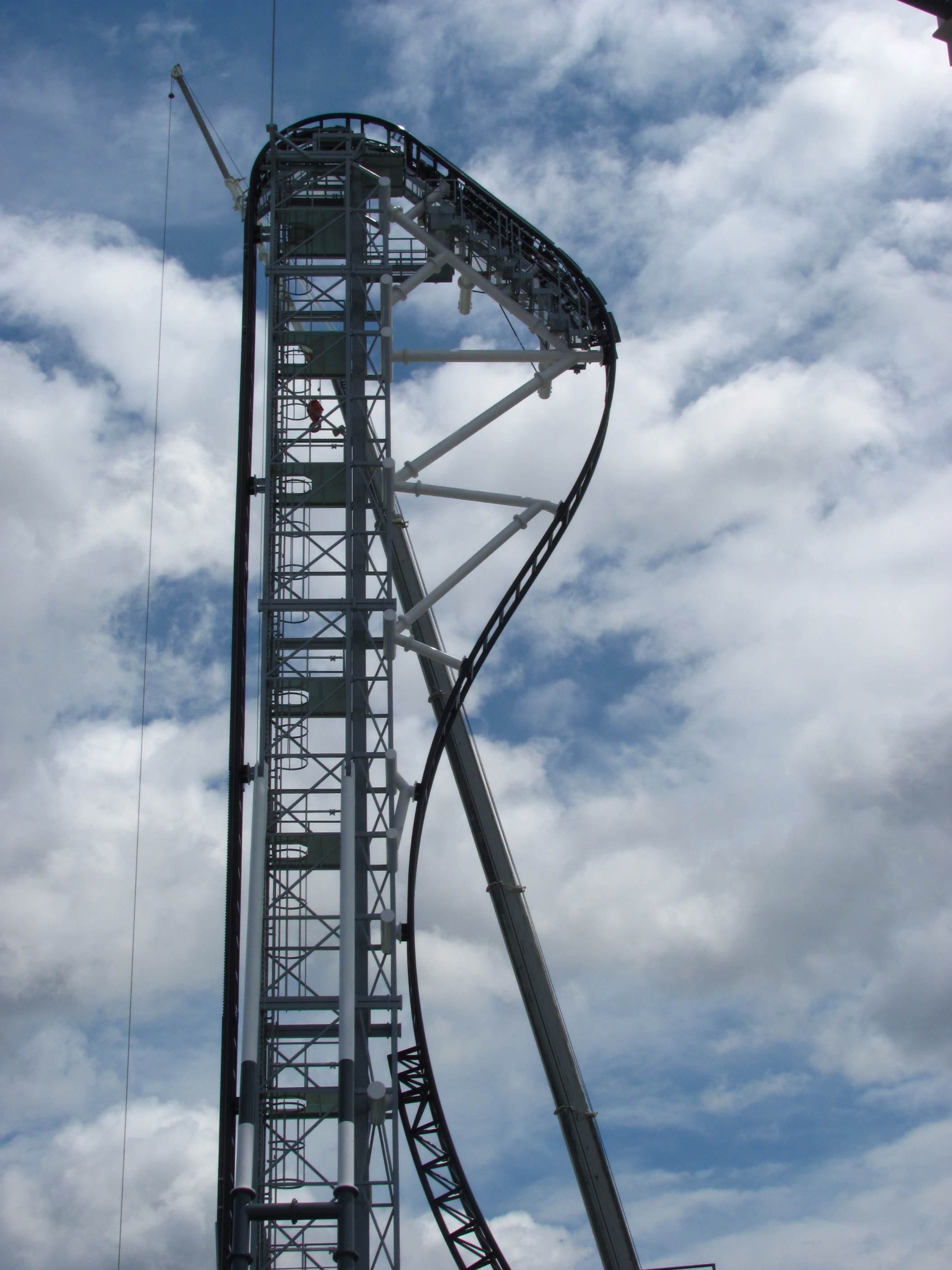
Takabisha - model Euro-Fighter 1000 o rekordowym kącie spadku 112°.

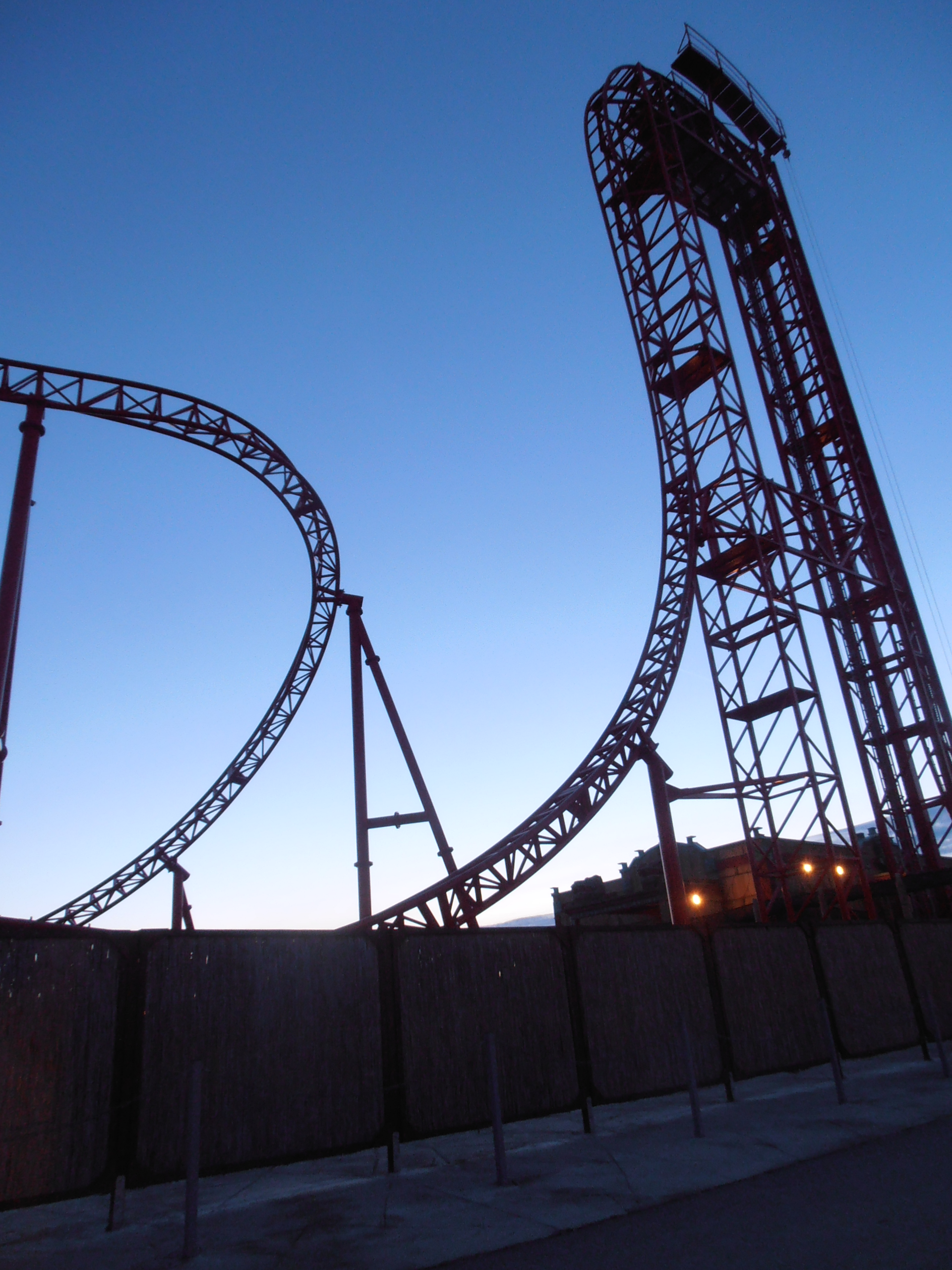
Huracan - model Euro-Fighter

Do roku 2025 włącznie firma Gerstlauer zaprojektowała 118 kolejek górskich (119 łącznie z przeniesionymi):
| Nazwa                                    | Model                              | Park                         | Park                                    | Rok  | Status       |
| ---------------------------------------- | ---------------------------------- | ---------------------------- | --------------------------------------- | ---- | ------------ |
| G'Sente Sau                              | Bobsled Coaster / 480/4            | Niemcy                       | Erlebnispark Tripsdrill                 | 1998 | działa       |
| Oachkatzl                                | Family Coaster / 300/4             | Niemcy                       | Märchenwald im Isartal                  | 1999 | działa       |
| Thor’s Hammer                            | Bobsled Coaster / 480/4            | Dania                        | Djurs Sommerland                        | 2002 | działa       |
| Drachenritt                              | Bobsled Coaster                    | Niemcy                       | Belantis                                | 2003 | działa       |
| Vilda Musen                              | Bobsled Coaster                    | Szwecja                      | Gröna Lund                              | 2003 | działa       |
| Vild-Svinet                              | Euro-Fighter / 500/8               | Dania                        | BonBon-Land                             | 2003 | działa       |
| Drachenjagd                              | Junior Coaster / Drachenjagd       | Niemcy                       | Legoland Deutschland                    | 2003 | działa       |
| Fairly Odd Coaster                       | Spinning Coaster / 420/4           | Stany Zjednoczone            | Niceklodeon Universe                    | 2004 | działa       |
| Heiße Fahrt                              | Bobsled Coaster                    | Niemcy                       | Freizeitpark Klotten                    | 2004 | działa       |
| Coastersaurus                            | Junior Coaster / Drachenjagd       | Stany Zjednoczone            | Legoland California                     | 2004 | działa       |
| Typhoon                                  | Euro-Fighter / 670/8               | Belgia                       | Bobbejaanland                           | 2004 | działa       |
| Spinning Dragons                         | Spinning Coaster / 420/4           | Stany Zjednoczone            | Worlds of Fun                           | 2004 | działa       |
| Aqua Wind                                | Bobsled Coaster / 380/4            | Japonia                      | Lagunasia                               | 2004 | działa       |
| Pandemonium                              | Spinning Coaster / 420/4           | Stany Zjednoczone            | Six Flags New England                   | 2005 | działa       |
| Cobra                                    | Bobsled Coaster / 450/4            | Wielka Brytania              | Paultons Park                           | 2006 | działa       |
| Speed: No Limits                         | Euro-Fighter                       | Wielka Brytania              | Oakwood                                 | 2006 | działa       |
| Rage                                     | Euro-Fighter / 320+                | Wielka Brytania              | Adventure Island                        | 2007 | działa       |
| Pandemonium                              | Spinning Coaster / 420/4           | Stany Zjednoczone            | Six Flags Fiesta Texas                  | 2007 | działa       |
| Mystery Mine                             | Euro-Fighter                       | Stany Zjednoczone            | Dollywood                               | 2007 | działa       |
| Pandemonium                              | Spinning Coaster / 420/4           | Stany Zjednoczone            | Six Flags St. Louis                     | 2007 | działa       |
| Han-Katten                               | Spinning Coaster / 380/4           | Dania                        | BonBon-Land                             | 2007 | działa       |
| Galaxy Orbiter                           | Spinning Coaster                   | Kanada                       | Galaxyland                              | 2007 | działa       |
| SpongeBob SquarePants Rock Bottom Plunge | Euro-Fighter                       | Stany Zjednoczone            | Niceklodeon Universe                    | 2008 | działa       |
| Troublesome Trucks Runaway Coaster       | Junior Coaster                     | Wielka Brytania              | Drayton Manor                           | 2008 | działa       |
| Pandemonium                              | Spinning Coaster / 420/4           | Stany Zjednoczone            | Six Flags Over Texas                    | 2008 | działa       |
| Pandemonium                              | Spinning Coaster / 380/4           | Stany Zjednoczone            | Six Flags Discovery Kingdom             | 2008 | przeniesiona |
| Lynet                                    | Launch Coaster / 540               | Dania                        | Fårup Sommerland                        | 2008 | działa       |
| Spin Gear                                | Spinning Coaster                   | Zjednoczone Emiraty Arabskie | Sega Republic                           | 2009 | działa       |
| Saw - The Ride                           | Euro-Fighter                       | Wielka Brytania              | Thorpe Park                             | 2009 | działa       |
| Anubis: The Ride                         | Launch Coaster / 600               | Belgia                       | Plopsaland de Panne                     | 2009 | działa       |
| Fluch von Novgorod                       | Euro-Fighter                       | Belgia                       | Hansa Park                              | 2009 | działa       |
| Falcon                                   | Euro-Fighter / 320+                | Holandia                     | Duinrell                                | 2009 | działa       |
| Spinning Coaster                         | Spinning Coaster                   | Kuwejt                       | Infunity                                | 2010 | działa       |
| Huracan                                  | Euro-Fighter                       | Niemcy                       | Belantis                                | 2010 | działa       |
| Die Schlage von Midgard                  | Family Coaster / 200               | Niemcy                       | Hansa Park                              | 2011 | działa       |
| Dare Devil Dive                          | Euro-Fighter                       | Stany Zjednoczone            | Six Flags Over Georgia                  | 2011 | działa       |
| Gipfelstürmer                            | Shuttle Family Coaster             | Niemcy                       | Freizeitpark Ruhpolding                 | 2011 | działa       |
| Untamed                                  | Euro-Fighter / 320+                | Stany Zjednoczone            | Canobie Lake Park                       | 2011 | działa       |
| Van Helsing's Factory                    | Bobsled Coaster                    | Niemcy                       | Movie Park Germany                      | 2011 | działa       |
| Vicky The Ride                           | Spinning Coaster                   | Belgia                       | Plopsa Coo                              | 2011 | działa       |
| Takabisha                                | Euro-Fighter / 1000                | Japonia                      | Fuji-Q Highland                         | 2011 | działa       |
| Eurofighter                              | Euro-Fighter                       | Włochy                       | Fasanolandia                            | 2011 | działa       |
| TNT Tren de la Mina                      | Family Coaster                     | Hiszpania                    | Parque de Attractiones de Madrid        | 2012 | działa       |
| Dragon Fly                               | Family Coaster / 360               | Holandia                     | Duinrell                                | 2012 | działa       |
| Iron Shark                               | Euro-Fighter / Iron Shark          | Stany Zjednoczone            | Galveston Island Historic Pleasure Pier | 2012 | działa       |
| Gold Rush                                | Shuttle Family Coaster / 200       | Francja                      | OK Corral                               | 2012 | działa       |
| Gekion Live Coaster                      | Spinning Coaster                   | Japonia                      | Tokyo Joypolis                          | 2012 | działa       |
| Joker                                    | Spinning Coaster / 380/4           | Stany Zjednoczone            | Six Flags Mexico                        | 2013 | działa       |
| The Smiler                               | Infinity Coaster                   | Wielka Brytania              | Alton Towers                            | 2013 | działa       |
| Karacho                                  | Infinity Coaster                   | Niemcy                       | Erlebnispark Tripsdrill                 | 2013 | działa       |
| Abyss                                    | Euro-Fighter                       | Australia                    | Adventure World                         | 2013 | działa       |
| Rattenmühle                              | Bobsled Coaster                    | Austria                      | Familypark                              | 2013 | działa       |
| Achterbahn                               | Kiddy Racer                        | Niemcy                       | Tierpark Essehof                        | 2014 | działa       |
| Erli's Seifenkiste                       | Kiddy Racer                        | Niemcy                       | Erlebnispark Steinau                    | 2014 | działa       |
| Seifenkiste                              | Kiddy Racer                        | Niemcy                       | Trampolino Familien- und Freizeitpark   | 2014 | działa       |
| Huracanito                               | Kiddy Racer                        | Niemcy                       | Belantis                                | 2014 | działa       |
| Seifenkiste                              | Kiddy Racer                        | Niemcy                       | Jaderpark                               | 2014 | działa       |
| Kráter                                   | Euro-Fighter / Iron Shark          | Kolumbia                     | Parque del Café                         | 2014 | działa       |
| Spinning Dragons                         | Spinning Coaster / 420/4           | Stany Zjednoczone            | Worlds of Fun                           | 2014 | działa       |
| Herkules                                 | Kiddy Racer                        | Austria                      | Familypark                              | 2015 | działa       |
| Junker                                   | Infinity Coaster                   | Finlandia                    | PowerLand                               | 2015 | działa       |
| Der Schwur des Kärnan                    | Infinity Coaster                   | Niemcy                       | Hansa Park                              | 2015 | działa       |
| Cobra des Amun Ra                        | Family Coaster / 360               | Niemcy                       | Belantis                                | 2015 | działa       |
| Rewind Racers                            | Shuttle Family Coaster             | Stany Zjednoczone            | Adventure City                          | 2015 | działa       |
| Serpent                                  | Euro-Fighter / 320+                | Maroko                       | Sindibad                                | 2015 | działa       |
| Monster                                  | Infinity Coaster                   | Stany Zjednoczone            | Adventureland                           | 2016 | działa       |
| Spin Runway                              | Spinning Coaster                   | Japonia                      | Yomiuriland                             | 2016 | działa       |
| Predator                                 | Euro-Fighter / 320+                | Kuwejt                       | IMG Worlds of Adventure                 | 2016 | działa       |
| Green Hornet                             | Bobsled Coaster                    | Kuwejt                       | Motiongate                              | 2016 | działa       |
| Smurf Village Express                    | Junior Coaster                     | Kuwejt                       | Motiongate                              | 2017 | działa       |
| Madagascar Mad Pursuit                   | Infinity Coaster / Custom          | Kuwejt                       | Motiongate                              | 2017 | działa       |
| Kiddy Racer                              | Kiddy Racer                        | Niemcy                       | Potts Park                              | 2017 | działa       |
| Gold Rush                                | Infinity Coaster / Custom          | Holandia                     | Attractiepark Slagharen                 | 2017 | działa       |
| Pégase Express                           | Family Coaster / Custom            | Francja                      | Parc Astérix                            | 2017 | działa       |
| Hydrus                                   | Euro-Fighter / 320                 | Stany Zjednoczone            | Casino Pier                             | 2017 | działa       |
| Kampala Express                          | Bob Coaster / Custom               | Dania                        | Knuthenborg Safaripark                  | 2017 | działa       |
| Mały Wiking                              | Kiddy Racer                        | Polska                       | Rabkoland                               | 2017 | działa       |
| Tiki-Waka                                | Bobsled Coaster                    | Belgia                       | Walibi Belgium                          | 2018 | działa       |
| Adrenaline Peak                          | Euro-Fighter / 320                 | Stany Zjednoczone            | Oaks Amusement Park                     | 2018 | działa       |
| HangTime                                 | Infinity Coaster                   | Stany Zjednoczone            | Knott’s Berry Farm                      | 2018 | działa       |
| Speed Rockets                            | Bobsled Coaster                    | Francja                      | Jardin d'Acclimatation                  | 2018 | działa       |
| Yippe                                    | Family Coaster / Custom            | Kolumbia                     | Parque Del Café                         | 2018 | działa       |
| Tantrum                                  | Euro-Fighter / 380                 | Stany Zjednoczone            | Darien Lake                             | 2018 | działa       |
| Family Coaster                           | Family Coaster / 360               | Turcja                       | Land of Legends                         | 2018 | działa       |
| Panic Coaster - Black Daaan              | Shuttle Family Coaster             | Japonia                      | Tokyo Dome City                         | 2019 | działa       |
| TMNT Shellraiser                         | Euro-Fighter / 1000                | Stany Zjednoczone            | Nickelodeon Universe Theme Park         | 2019 | działa       |
| Shredder                                 | Spinning Coaster                   | Stany Zjednoczone            | Nickelodeon Universe Theme Park         | 2019 | działa       |
| Gold Rusher                              | Bobsled Coaster                    | Niemcy                       | Tatzmania Löffingen                     | 2019 | działa       |
| Mystic                                   | Infinity Coaster / Custom          | Francja                      | Walibi Rhône-Alpes                      | 2019 | działa       |
| Fury                                     | Infinity Coaster / Custom          | Belgia                       | Bobbejaanland                           | 2019 | działa       |
| Wakala                                   | Family Coaster / Custom            | Belgia                       | Bellewaerde                             | 2020 | działa       |
| Vertika                                  | Euro-Fighter / Custom              | Francja                      | La Récré des 3 Curés                    | 2020 | działa       |
| Pitts Special                            | Infinity Coaster / Custom          | Finlandia                    | PowerLand                               | 2020 | działa       |
| Gesengte Sau                             | Bobsled Coaster                    | Austria                      | Wiener Prater                           | 2020 | działa       |
| Seifenkiste                              | Kiddy Racer                        | Niemcy                       | BergTierPark Blindham                   | 2020 | działa       |
| Merkant                                  | Bob Coaster / Custom               | Polska                       | Mandoria                                | 2021 | działa       |
| Boomerang                                | Shuttle Family Coaster / 181       | Australia                    | Luna Park                               | 2021 | działa       |
| Lipovitan Rocket☆Luna                    | Family Suspended Coaster / Custom  | Japonia                      | Yomiuriland                             | 2021 | działa       |
| Valkyrie                                 | Shuttle Family Coaster / 200       | Korea Południowa             | Gyeongju World                          | 2021 | działa       |
| Defiance                                 | Euro-Fighter / Custom              | Stany Zjednoczone            | Glenwood Caverns Adventure Park         | 2022 | działa       |
| Fyr & Flamme                             | Bob Coaster / Custom               | Norwegia                     | Hunderfossen Familiepark                | 2022 | działa       |
| Storm - The Dragon Legend                | Infinity Inverted Coaster / Custom | Norwegia                     | TusenFryd                               | 2023 | działa       |
| Bucklbahn                                | Bob Coaster / Kampala Express      | Austria                      | Ein Greissler Manufaktur                | 2023 | działa       |
| FirleFranz                               | Family Coaster / Custom            | Niemcy                       | Bayern-Park                             | 2023 | działa       |
| Ziegel-Blitz                             | Bobsled Coaster / Custom           | Niemcy                       | Jaderpark                               | 2024 | działa       |
| Vindfald                                 | Euro-Fighter / Custom              | Dania                        | Tivoli Friheden                         | 2024 | działa       |
| Avix                                     | Infinity Inverted Coaster / Custom | Kolumbia                     | Parque del Café                         | 2024 | działa       |
| Palindrome                               | Infinity Coaster / Custom          | Stany Zjednoczone            | Cotaland                                | 2025 | w budowie    |
| Cétautomatix                             | Spinning Coaster                   | Francja                      | Parc Astérix                            | 2025 | w budowie    |
| Défi du Dragon                           | Family Coaster / Custom            | Francja                      | Jardin d'Acclimatation                  | 2025 | działa       |
| Mecalodon                                | Family Coaster / Custom            | Belgia                       | Walibi Belgium                          | 2025 | działa       |
| ?                                        | Family Coaster / Custom            | Niemcy                       | Plopsaland Deutschland                  | 2025 | w budowie    |
| Cornwall Coaster                         | Family Coaster / Custom            | Niemcy                       | Hansa-Park                              | 2026 | w budowie    |
| Zéphyr                                   | Euro-Fighter / ?                   | Francja                      | Ange Michel                             | 2026 | w budowie    |
| Drakon                                   | Euro-Fighter / Custom              | Wielka Brytania              | Paultons Park                           | 2026 | w budowie    |
| ?                                        | Bobsled Coaster / 515/4            | Polska                       | Mandoria                                | 2026 | w budowie    |

## W Polsce
W roku 2025 w Polsce znajdowały się 2 czynne kolejki górskie firmy Gerstlauer, a części do budowy trzeciej były przechowywane na terenie parku Mandoria.
| l.p. | Nazwa       | Park rozrywki | Model                   | Rok otwarcia |
| ---- | ----------- | ------------- | ----------------------- | ------------ |
| 1    | Mały Wiking | Rabkoland     | Kiddy Racer             | 2017         |
| 2    | Merkant     | Mandoria      | Bob Coaster / Custom    | 2021         |
| 3    | ?           | Mandoria      | Bobsled Coaster / 515/4 | 2026         |